# ヴィンフリート・ハッセマー
ヴィンフリート・ハッセマー（Winfried Hassemer, 1940年2月17日 - 2014年1月9日）は、ドイツの刑法学者、元連邦憲法裁判所判事。法社会学も担当する。フランクフルト大学教授。アルトゥール・カウフマンに見出され、その助手も務めた。

## 経歴
- 1940年2月　ライン川流域に位置するガウ＝アルゲスハイムに生まれる。同地のギムナジウムを修了後、ハイデルベルク、ジュネーブ、ザールブリュッケンにおいて法学を学んだ。
- 1964年　ザールラント大学においてアルトゥール・カウフマンの助手となる。
- 1968年[1]。ザールラント大学において「構成要件と類型」(Tatbestand und Typus)により、博士号を取得。その後、カウフマンとともにミュンヘンに移る。
- 1972年6月　ミュンヘン大学法学部に教授資格論文（「法益と犯罪の理論(Rechtsgut und Theorie des Verbrechen)」）により「刑法、刑事訴訟法、法社会学および法社会学」に関する教授資格をとる。夏学期にミュンヘン大学私講師となる。
- 1973年[2]　フランクフルト大学教授。
- 1987年　日本学術振興会の昭和61年度（1986年）外国人招聘研究者として訪日。

。

## 著作
- Arthur Kaufmann, Winfried Hassemer Hrsg, Einführung in Rechtsphilosophie und Rechtstheorie der Gegenwart, C.F. Müller,1977.

A.カウフマン、W.ハッセマー編（浅田和茂ほか訳）『法理論の現在』ミネルヴァ書房、1979年。
- 堀内捷三　編訳『現代刑法体系の基礎理論』成文堂、1991年。

ハッセマーが日本に滞在中行った、あるいは行う予定であった講演の原稿に加筆・修正し、翻訳されたものに、二編の論文を加えたもの。